# Izquierda Unida (coalición política de Chile)
Izquierda Unida (IU) fue una coalición política chilena de izquierda fundada en 1987 en reemplazo del Movimiento Democrático Popular (MDP), y disuelta en 1989. 
Estuvo integrada por el Partido Comunista de Chile (PCCh), el Partido Socialista-Almeyda (PS-Almeyda), Izquierda Cristiana (IC), el MAPU Obrero Campesino (MAPU/OC), el Partido Radical Socialista Democrático (PRSD), el Partido Socialista Histórico (PSH) y el MIR-Renovado.

## Historia
Fue estrenada públicamente el 26 de junio de 1987 (en conmemoración del natalicio del expresidente socialista Salvador Allende). Designó a Clodomiro Almeyda como su presidente, quien se encontraba encarcelado por ingreso ilegal al país, por infracción a la «Ley de Seguridad del Estado» y por realizar "apología de la violencia". Mientras estuvo en prisión, Almeyda fue reemplazado por Luis Fernando Luengo, líder del PRSD. El resto de la directiva de la coalición estaba conformada por Rafael Agustín Gumucio y Luis Maira (IC), Víctor Barrueto y Jaime Cataldo (MAPU-OC), Álvaro Ahumada y Águeda Sánchez (MIR), Fernando Arenas (PRSD), Juan Gutiérrez y Fernando Pérez (PS-Histórico), Fanny Pollarolo (PCCh) y Germán Correa (PS-Almeyda).
El 30 de septiembre de 1987 se confirmó a Almeyda como presidente y a Luengo como su reemplazante, mientras que también se nombró a José Sanfuentes como su secretario ejecutivo. Ocuparía más adelante la presidencia de la coalición también radical socialista democrático Aníbal Palma.
La disolución de la IU se debió a diferencias entre sus integrantes con respecto a la participación en la campaña del No en el plebiscito nacional de 1988 y la inscripción en los registros electorales. El PS-Almeyda, la IC, el PRSD, el MAPU/OC y PSH apoyaron la inscripción y participar en la campaña del No, creando el COSONO (Comando Socialista por el NO). El PCCh y el MIR-Renovado eran contrarios a dicha estrategia política. Después del triunfo del No, los integrantes del COSONO pasaron a formar parte de la coalición izquierdista Unidad para la Democracia en 1989, disolviéndose de hecho la IU.

## Composición
| Partido                                                        | Cargo              | Líder                |
| -------------------------------------------------------------- | ------------------ | -------------------- |
| Socialista-Almeyda (PS-Almeyda)                                | Secretario general | Clodomiro Almeyda    |
| Comunista (PCCh)                                               | Secretario general | Luis Corvalán        |
| Radical Socialista Democrático (PRSD)                          | Presidente         | Luis Fernando Luengo |
| Izquierda Cristiana (IC)                                       | Coordinador        | Luis Maira           |
| MAPU Obrero Campesino (MAPU/OC)                                | Secretario general | Fernando Ávila       |
| Socialista-Histórico (PS-Histórico)                            | Secretario general | Juan Gutiérrez Soto  |
| Movimiento de Izquierda Revolucionario-Renovado (MIR-Renovado) | Secretario general | Nelson Gutiérrez     |